# Thorsten Johansen
Thorsten Arthur Johansen (ur. 7 stycznia 1888 w Oslo, zm. 2 sierpnia 1963 tamże) – norweski strzelec, złoty medalista olimpijski.
Wziął udział w tylko jednej edycji igrzysk olimpijskich, w roku 1920, w Antwerpii. Zdobył złoty medal w konkurencji runda podwójna do sylwetki jelenia, drużynowo. W konkurencji trap jego drużyna zajęła ostatnie, siódme miejsce. W 1929 zdobył złoty i srebrny medal na mistrzostwach świata.